# 김용섭 (1983년)
김용섭(金龍燮, 1983년 1월 18일 ~ )는 KBO 리그 전 SK 와이번스의 선수이다.

## 출신학교
- 서울고명초등학교
- 잠신중학교
- 한서고등학교
- 경희대학교